# Конон (міфограф)
Конон (грец. Κόνων) — давньогрецький міфограф. Працював при дворі царя Каппадокії Архелая. Фотій в «Міріобібліоні» переказує (Phot. Bibl. Cod. 186) його працю «Оповідання» (Διηγήσεις), в якій містилося 50 оповідань на різні теми грецької міфології.